# Michalis Atalidis
Michalis Atalidis, gr. Μιχάλης Ατταλίδης (ur. 15 listopada 1941 w Leonariso) – cypryjski socjolog, dyplomata i nauczyciel akademicki, były rektor Uniwersytetu w Nikozji.

## Życiorys
Absolwent London School of Economics (B.Sc. Econ. 1963) oraz Princeton University (MA 1965, Ph.D. 1975). Był wykładowcą socjologii na University of Leicester. Gościnnie prowadził wykłady na Wolnym Uniwersytecie Berlina. W latach 1977–1989 zatrudniony w Izbie Reprezentantów, od 1979 jako dyrektor służby zagranicznej. W latach 1991–1995 pełnił funkcję ambasadora Cypru we Francji, będąc akredytowanym również w Maroku, Hiszpanii i Portugalii. Następnie do 1998 był stałym przedstawicielem przy Unii Europejskiej oraz ambasadorem w Belgii i Luksemburgu. W latach 1998–2000 zajmował stanowisko ambasadora w Wielkiej Brytanii. Od 2000 do 2001 był stałym sekretarzem w ministerstwie spraw zagranicznych. Reprezentował następnie cypryjski rząd w Konwencie Europejskim.
W latach 2003–2006 pełnił funkcję dziekana jednej ze szkół w ramach Intercollege. Następnie objął stanowisko rektora tej uczelni, przekształconej później w Uniwersytet w Nikozji. Zajmował je do 2016.